# Amtsgericht Großenlüder
Das Amtsgericht Großenlüder war ein preußisches Amtsgericht mit Sitz in Großenlüder.

## Vorgeschichte
In Kurhessen erfolgte 1821 die Trennung der Rechtsprechung von der Verwaltung und für die Rechtsprechung wurden Justizämter, darunter das Justizamt Großenlüder, eingerichtet. Es war dem Obergericht für die Provinz Fulda zugeordnet.

## Geschichte
Mit der Annexion Kurhessens durch Preußen 1866 wurden in der neuen Provinz Hessen-Nassau Amtsgerichte eingerichtet. Das Justizamt Großenlüder wurde entsprechend in das Amtsgericht Großenlüder umgewandelt. Es war dem Kreisgericht Fulda zugeordnet. Mit der Einführung der Reichsjustizgesetze entstanden 1879 reichsweit einheitlich Amtsgerichte. Das Amtsgericht Großenlüder behielt damit seinen Namen und erhielt die neuen Funktionen. Es war nun eines der 22 Amtsgerichte im Bezirk des Landgerichtes Hanau. Am Gericht bestand eine Richterstelle. Es war damit ein kleines Amtsgericht im Landgerichtsbezirk. Sein Gerichtsbezirk umfasste aus dem Landkreis Fulda die Gemeindebezirke Blankenau, Brandlos, Eichenau, Gersrod, Großenlüder, Hainzell, Hosenfeld, Jossa, Kleinlüder, Lütterz, Malkes, Müs, Oberbimbach, Pfaffenrod, Poppenrod, Salzschlirf, Schletzenhausen, Uffhausen und Unterbimbach und die Gutsbezirke Oberförsterei Bimbach und Blankenau.
Im Zweiten Weltkrieg wurde das Gericht zum 15. Juni 1943 aufgehoben und sein Sprengel dem Amtsgericht Fulda zugeordnet.